# Dorfkirche Holleben

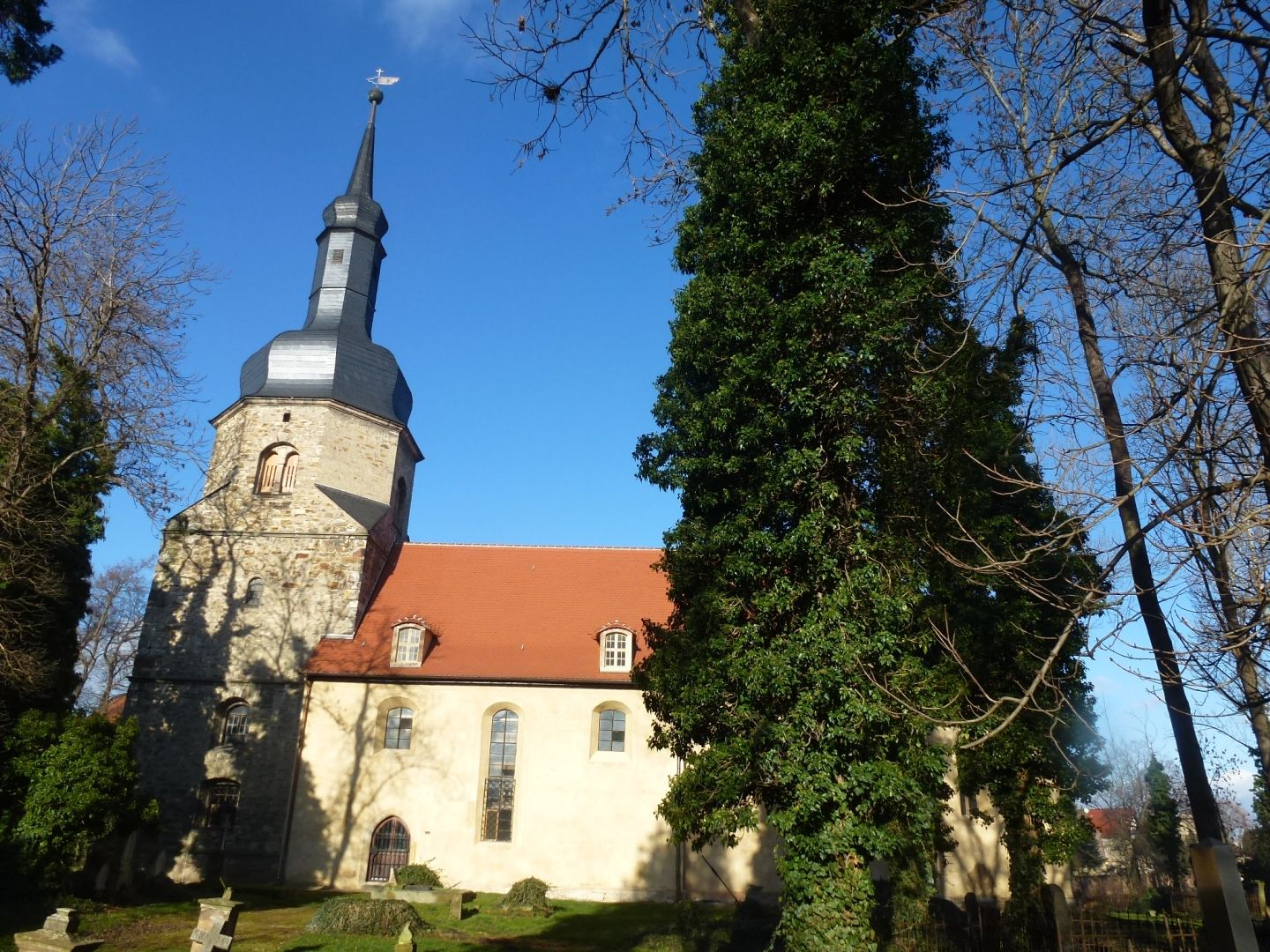
Dorfkirche in Holleben

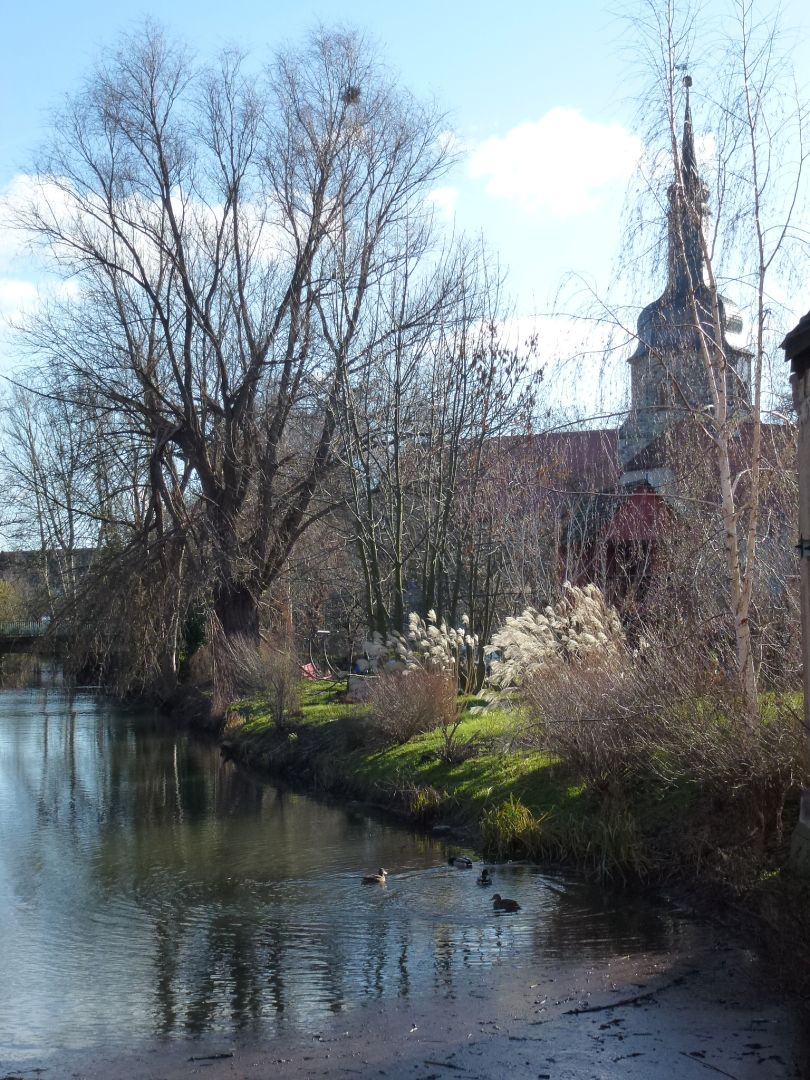
Mühlgraben und Kirche

Die Dorfkirche Holleben ist eine denkmalgeschützte evangelische Kirche im Ort Holleben der Gemeinde Teutschenthal in Sachsen-Anhalt. Im örtlichen Denkmalverzeichnis ist sie unter der Erfassungsnummer 094 55155  als Baudenkmal verzeichnet. Sie gehört zur Kirchengemeinde Hohenweiden/Neukirchen im Kirchenkreis Halle-Saalkreis der Evangelischen Kirche in Mitteldeutschland.

## Geschichte
Die Dorfkirche von Holleben entstand im 12. Jahrhundert und wurde zwischen dem 16. und 19. Jahrhundert mehrfach umgebaut. Aufgrund einer Beschädigung der Kirche während des Dreißigjährigen Kriegs erhielt der Kirchturm im Jahr 1695 eine Welsche Haube. Im Mittelalter gehörte die Kirche zum Bistum Halberstadt. Sie war ab dem 13. Jahrhundert Sitz eines Erzpriesters, dem wohl zwanzig Dörfer unterstellt waren. Das Patrozinium der Kirche ist heute nicht mehr bekannt.
Turm und Schiff wurden um 1700 wesentlich umgebaut. 
Die Kirche wird seit mehreren Jahren grundsaniert.

## Architektur
Die einschiffige Kirche verfügt über einen quadratischen (oben ins Achteck übergehenden) Westturm und einen eingezogenen Chor mit 5/8-Schluss. Der Ursprungsbau wird auf die zweite Hälfte des 12. Jahrhunderts datiert. Der heutige Chor stammt aus der zweiten Hälfte des 15. Jahrhunderts. Der Turm besitzt eine barocke Schweifhaube. Im Norden der Kirche befindet sich ein Anbau von 1582. Der Chor ist mit Strebepfeilern versehen, die Sakristei an seiner Nordseite besitzt eine Patronatsloge (um 1700).
Der Chor hat ein spätgotisches Netzrippengewölbe, der Triumphbogen wird noch der Romanik zugeordnet.

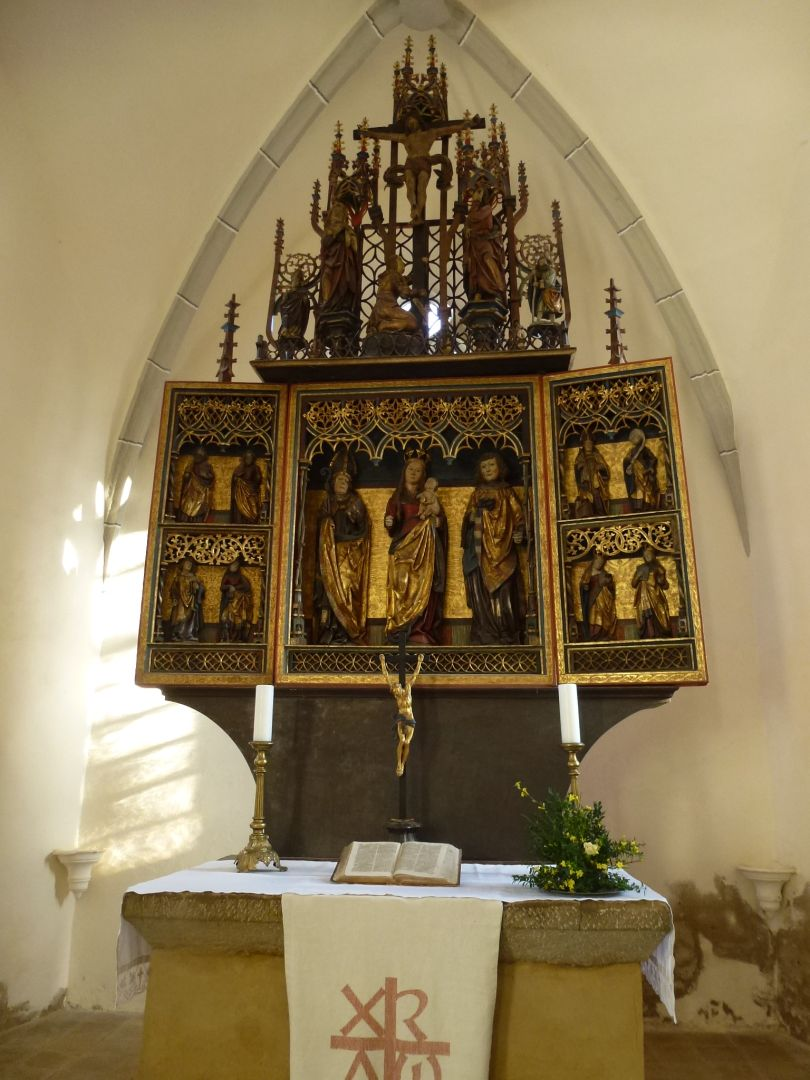
Flügelaltar

## Ausstattung
Im Schiff eine verputzte Holztonne als Decke. Hufeisenemporen in zwei Geschossen (1666) mit interessanten Brüstungsmalereien des halleschen Malers Karl Völker von 1936. Im Chor steht ein qualitätsvoller, vermutlich obersächsischer Schnitzaltar (um 1530). Zur Ausstattung gehört auch eine vierseitige hölzerne Kanzel (um 1680) und eine monumentale romanische Sandsteintaufe. Im Chor besteht noch eine Patronatslogen von 1665. Vorhanden ist ferner ein schöner figürlicher Doppelgrabstein des Ehepaars Balthasar und Sibylle von Bose (gest. 1599) und ein Epitaph von Carol Hieronymuß von Bose (gest. 1692).

## Orgel

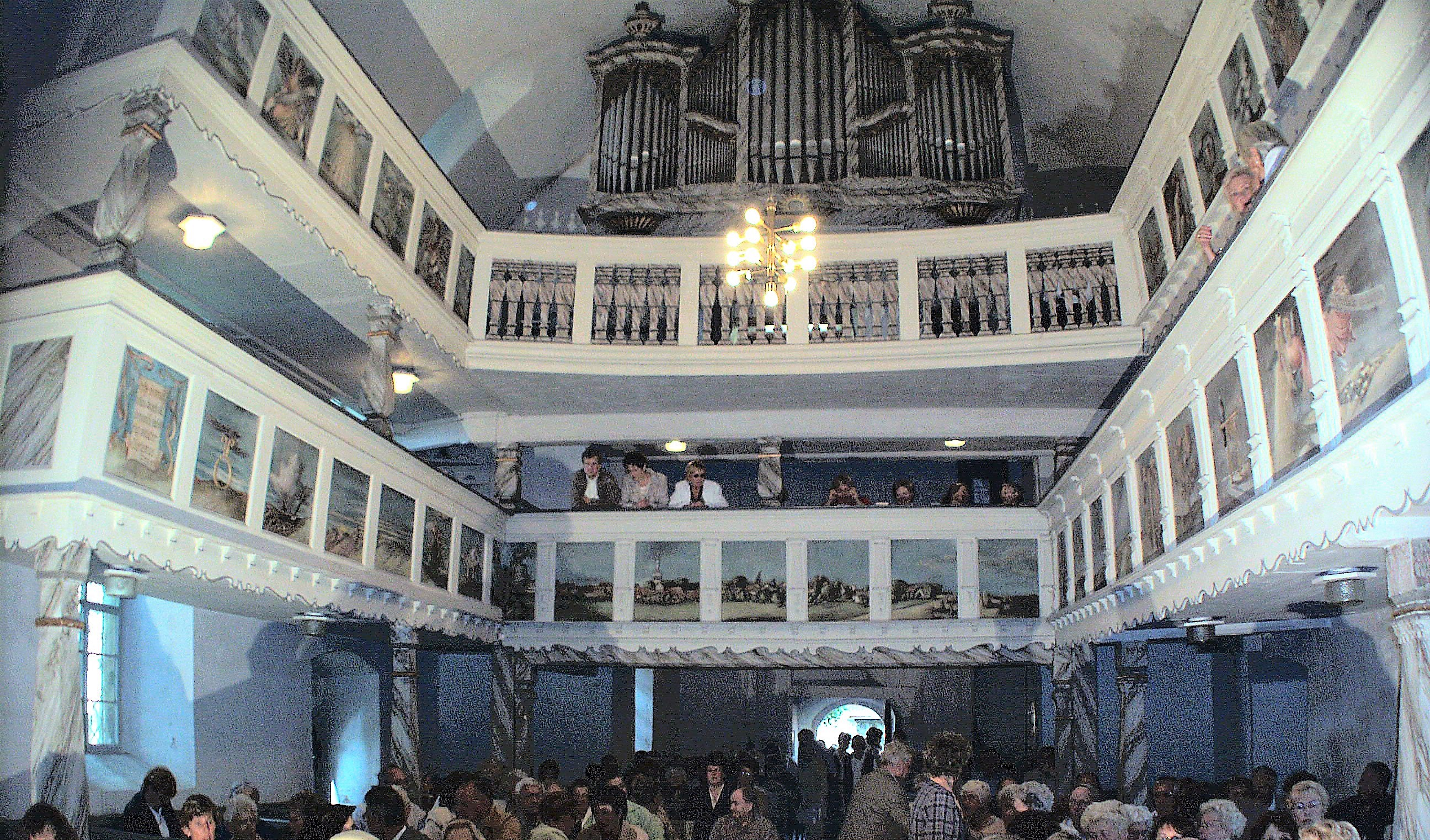
Empore und Orgel

Die heutige Orgel wurde 1823 durch den Orgelbauer Böhme aus Zeitz errichtet. Im Laufe der Zeit wurde sie mehrfach leicht verändert, blieb aber in ihrer Substanz erhalten.
2009 wurde das Werk durch Georg Wünning aus Großolbersdorf grundlegend restauriert. Die Orgel verfügt über 18 Register auf zwei Manualen und Pedal bei mechanischen Trakturen.

## Glocken
Im Turm hängen drei Eisenhartgussglocken, die als Ersatz für die im Ersten Weltkrieg verlorenen Exemplare angeschafft wurden. Die 1921 von der Gießerei Schilling & Lattermann gegossenen drei Instrumente bilden einen E-Dur-Akkord und haben ein Gesamtgewicht von etwa 2800 kg. Alle drei Glocken läuten an gekröpften, genieteten Stahljochen, der Uhrschlag der Turmuhr wird ausschließlich durch die große Glocke getätigt.
| Glocke | Motto    | Durchmesser | Schlagton |
| ------ | -------- | ----------- | --------- |
| 1      | Glaube   | 1558 mm     | e′        |
| 2      | Hoffnung | 1222 mm     | gis′      |
| 3      | Liebe    | 1017 mm     | h′        |

## Kriegerdenkmal

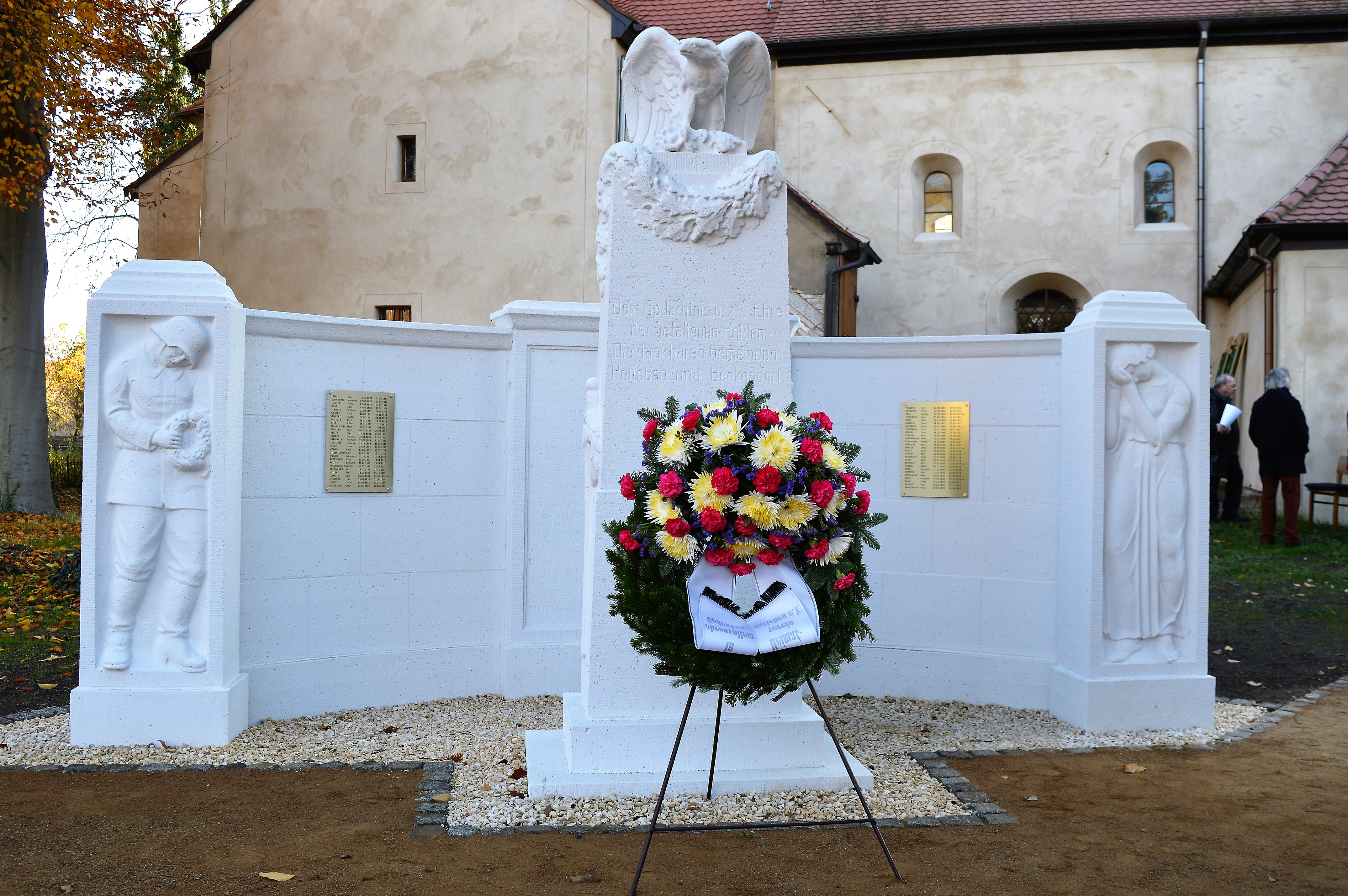
Kriegerdenkmal

Unmittelbar neben der Kirche wurde 1922 ein Kriegerdenkmal zu Ehren der Gefallenen des Ersten Weltkrieges aus den Gemeinden Holleben und Benkendorf aufgestellt. Es wurde im Oktober 2018 in Regie des Heimatvereins saniert und zum 100. Jahrestag des Waffenstillstandsabkommen am 11. November 2018 neu eingeweiht. Auf den Tafeln in den Bögen des Denkmals sind 59 Namen gefallener Bürger eingraviert. Eingemeißelt in Stein die Inschrift „Dem Gedächtnis u. zur Ehre der gefallenen Helden – Die dankbaren Gemeinden Holleben und Benkendorf“.